# Thomomys sheldoni
Thomomys sheldoni és una espècie de mamífer rosegador de la família dels geòmids. És endèmic de la Sierra Madre Occidental (Mèxic), on viu a altituds superiors a 2.000 msnm. El seu pelatge, moderadament espès, és de color marró fosc al dors, marró groguenc o daurat al ventre i marró daurat una mica més clar als flancs. Anteriorment era considerat un sinònim de T. umbrinus.